# Schweizer Meisterschaften in der Nordischen Kombination 2000

Logo des Schweizer Skiverbandes

Die Schweizer Meisterschaften in der Nordischen Kombination 2000 fanden am 2. April 2000 im französischen Prémanon statt. Die Meisterschaften wurden im Sprint über 15 km ausgetragen. Ausrichter war der Schweizer Skiverband  Swiss-Ski.

## Ergebnis
| Platz | Sportler          |
| ----- | ----------------- |
| 1     | Urs Kunz          |
| 2     | Andreas Hurschler |
| 3     | Ronny Heer        |
| 4     | Andy Hartmann     |
| 5     | Lucas Vonlanthen  |
| 6     | Christoph Engel   |
| 7     | Roger Kamber      |
| 8     | Cheryl Kreyenbühl |
| 9     | Seppi Hurschler   |
| 10    | Robin Hammer      |